# Famille Chouvalov

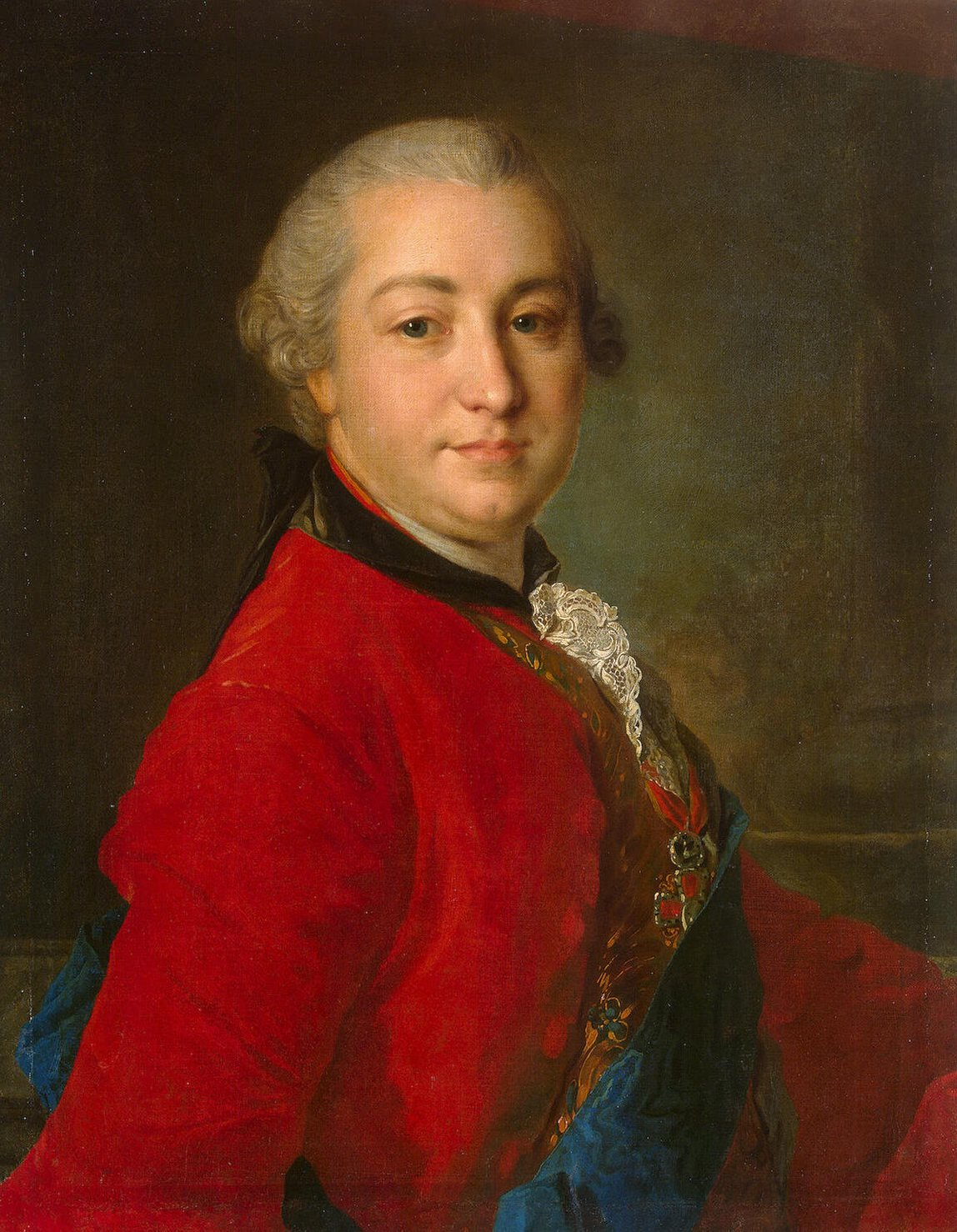
Portrait du comte Ivan Chouvalov par Fedor Rokotov (musée de l'Ermitage)

La famille Chouvalov (Шувалов) est une famille de la noblesse russe qui remonte au moins au XVIe siècle, mais dont l'ascension sociale commence sous le règne d'Élisabeth Ire. Ils sont élevés au titre de comte en 1746.

## Personnalités
On peut distinguer les personnalités suivantes :
- Alexandre Ivanovitch Chouvalov (1710-1771), cousin du comte Ivan Chouvalov, maréchal de camp et chef de la police secrète ;
- Andreï Petrovitch Chouvalov (1743-1789), francophile qui passa une grande partie de sa vie en France, où il se lia avec Voltaire, auteur de vers libertins ;
- Andreï Pavlovitch (1816-1876), fils du général Pavel Andreïevitch (1776-1823), président de l'assemblée de la noblesse de Saint-Pétersbourg ;
- Grégoire Petrovitch Chouvalov, moine catholique après son veuvage, fils du général Pierre Andreïevitch (1771-1808) ;
- Ivan Ivanovitch Chouvalov, (1727-1797), favori de l'impératrice Élisabeth, grâce à laquelle la famille Chouvalov devient l'une des plus prestigieuses de l'Empire ;
- Ivan Maximovitch Chouvalov le vieux (mort en 1737), commandant de la forteresse de Vyborg sous le règne de Pierre le Grand, participe aux négociations du traité de Nystadt  ;
- Ivan Maximovitch le jeune (mort en 1741), père de Pierre et Ivan Chouvalov, capitaine de la garde impériale ;
- Mikhaïl Andreïevitch Chouvalov (1850-1903), hérite en plus du titre de prince Vorontsov par sa grand-mère maternelle, mais meurt sans descendance ;
- Pavel Andreïevitch Chouvalov (1776-1823), général de l'armée impériale russe pendant les guerres napoléoniennes ;
- Pavel Andreïevitch Chouvalov (1830-1908), diplomate, représente la Russie au Congrès de Berlin et à la cour de Berlin ;
- Pavel Pavlovitch Chouvalov (1859-1905), fils du comte Pavel Andreïevitch, à la tête de la police de Moscou, assassiné par les révolutionnaires ;
- Piotr Ivanovitch Chouvalov (1711-1762), frère du comte Ivan Chouvalov, maréchal-de-camp et ministre de la Guerre, inventeur ;
- Pierre Andreïevitch Chouvalov (1771-1808), général, frère du général Pavel Andreïeivitch (1776-1823) ;
- Pierre Andreïevitch Chouvalov (1827-1889), proche d'Alexandre II à la cour, ambassadeur à Londres, ministre de la Guerre ;
- Pyotr Pavlovitch Chouvalov (1819-1900), maréchal de la noblesse, chambellan ;
- Pierre Grigorievitch Chouvalov (1827-1882), fils de Grégoire Chouvalov, ancien fonctionnaire au ministère de l'Intérieur, devenu moine catholique.

## Palais et châteaux
Les Chouvalov étaient propriétaires entre autres des :
- Palais de la rue Sadovaïa, dit plus tard Maison aux quatre colonnades, à Saint-Pétersbourg ;
- Palais baroque (1749-1755) de la rue des Italiens (Italianskaïa) à Saint-Pétersbourg, construit par Savva Tchevakinski, puis vendu au ministère de la Justice ;
- Palais néoclassique, construit par le comte Pierre Chouvalov et vendu ensuite à la famille Youssoupoff ;
- Palais Narychkine-Chouvalov, hérité en 1900, par les Narychkine ;
- Château de Chouvalovo, près de Saint-Pétersbourg ;
- Domaine de Znamenka près de Saint-Pétersbourg ;
- Château de Rundale en Courlande (branche de l'ambassadeur Pierre Chouvalov) ;
- Domaine de Pargolovo près de Saint-Pétersbourg.